# 開賽河

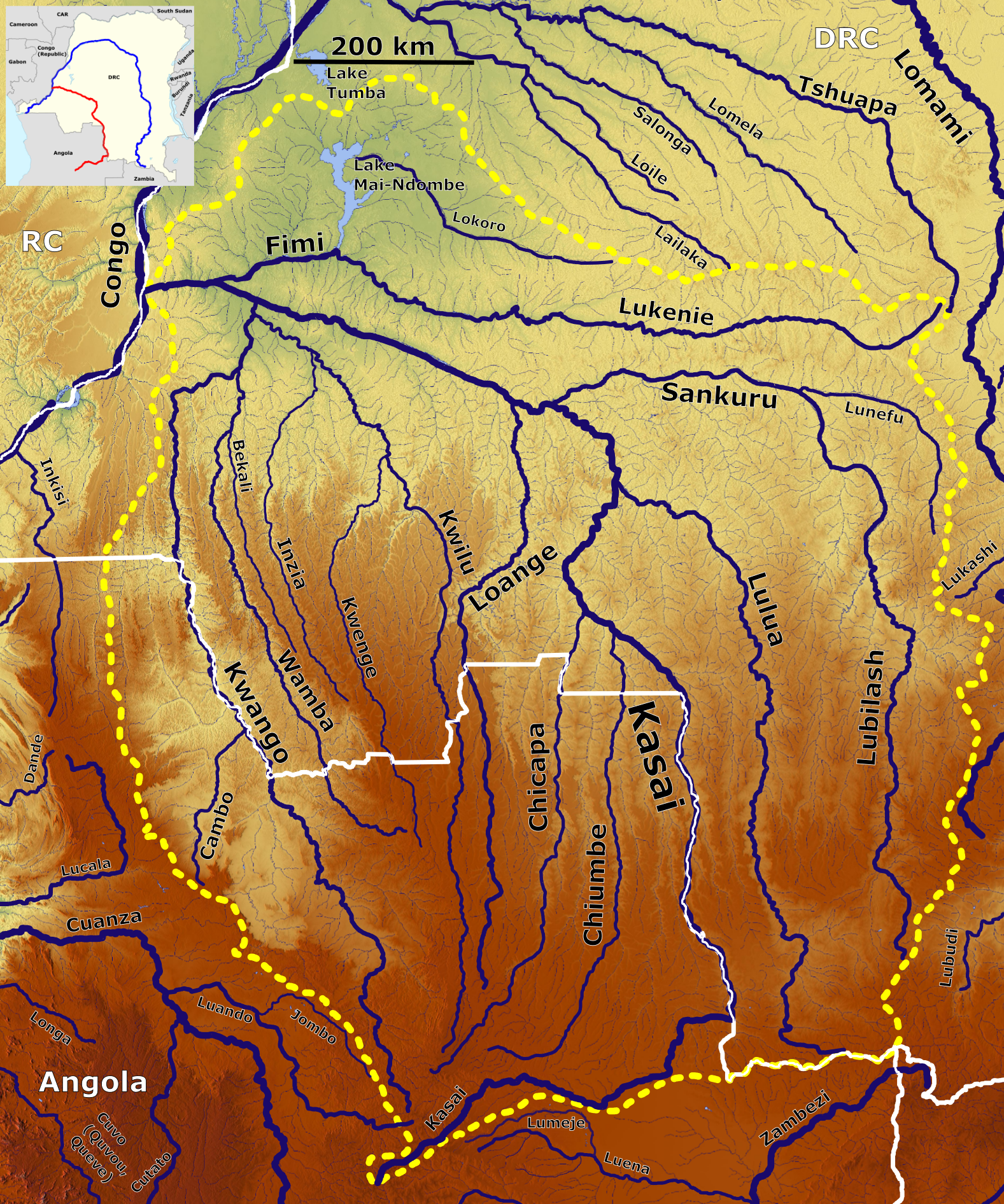
开赛河流域

刚果河流域

開賽河（Kasai River、Rio Cassai）是非洲中部剛果河的支流，發源地在安哥拉，成為安哥拉和剛果民主共和國的接壤邊界，在金沙薩東南部與剛果河匯流。開賽河的流域主要是熱帶雨林地區。

## 外部連結
10°57′37″S 19°18′56″E / 10.96028°S 19.31556°E